# Wilgotnica ozdobna

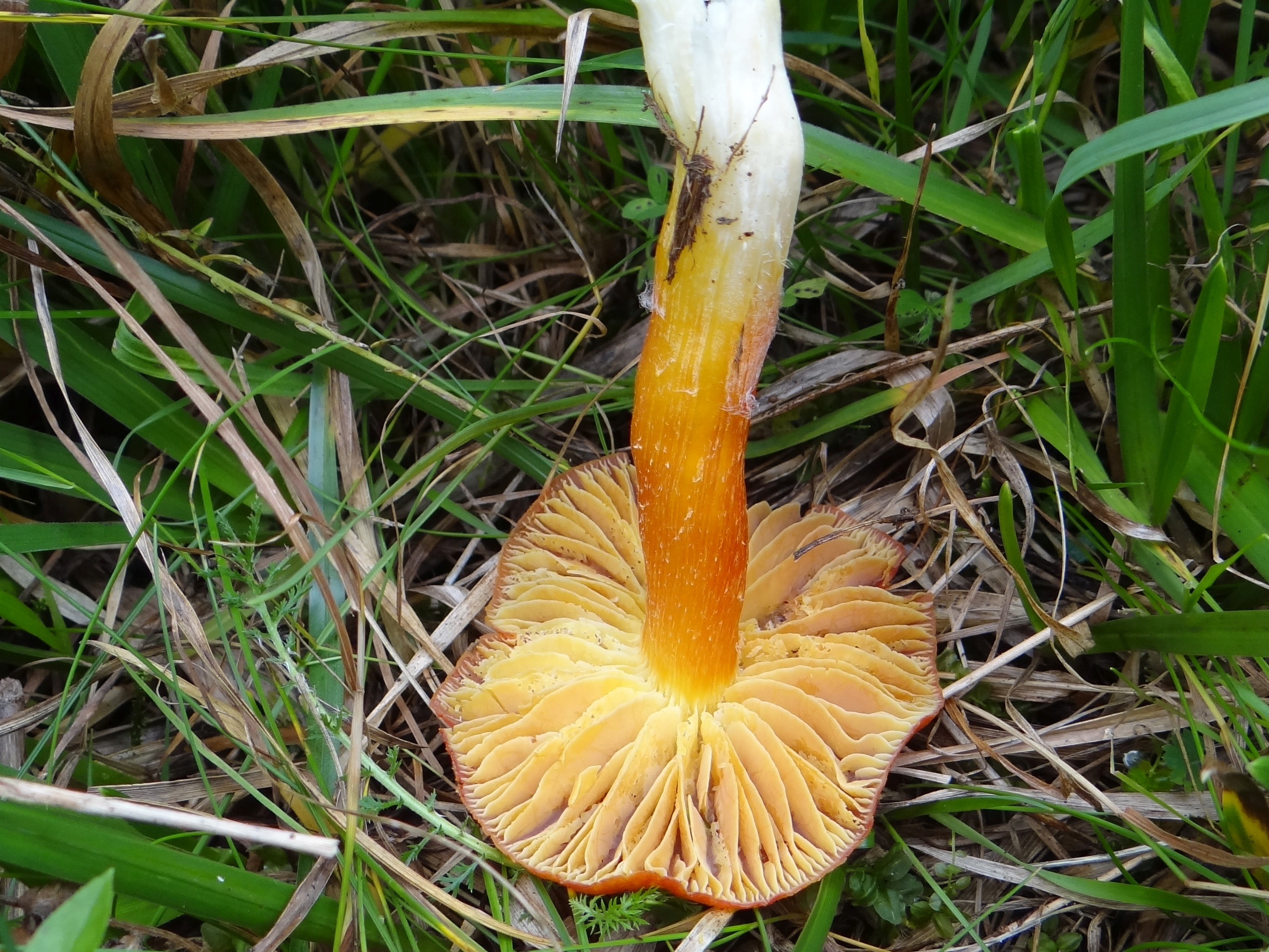

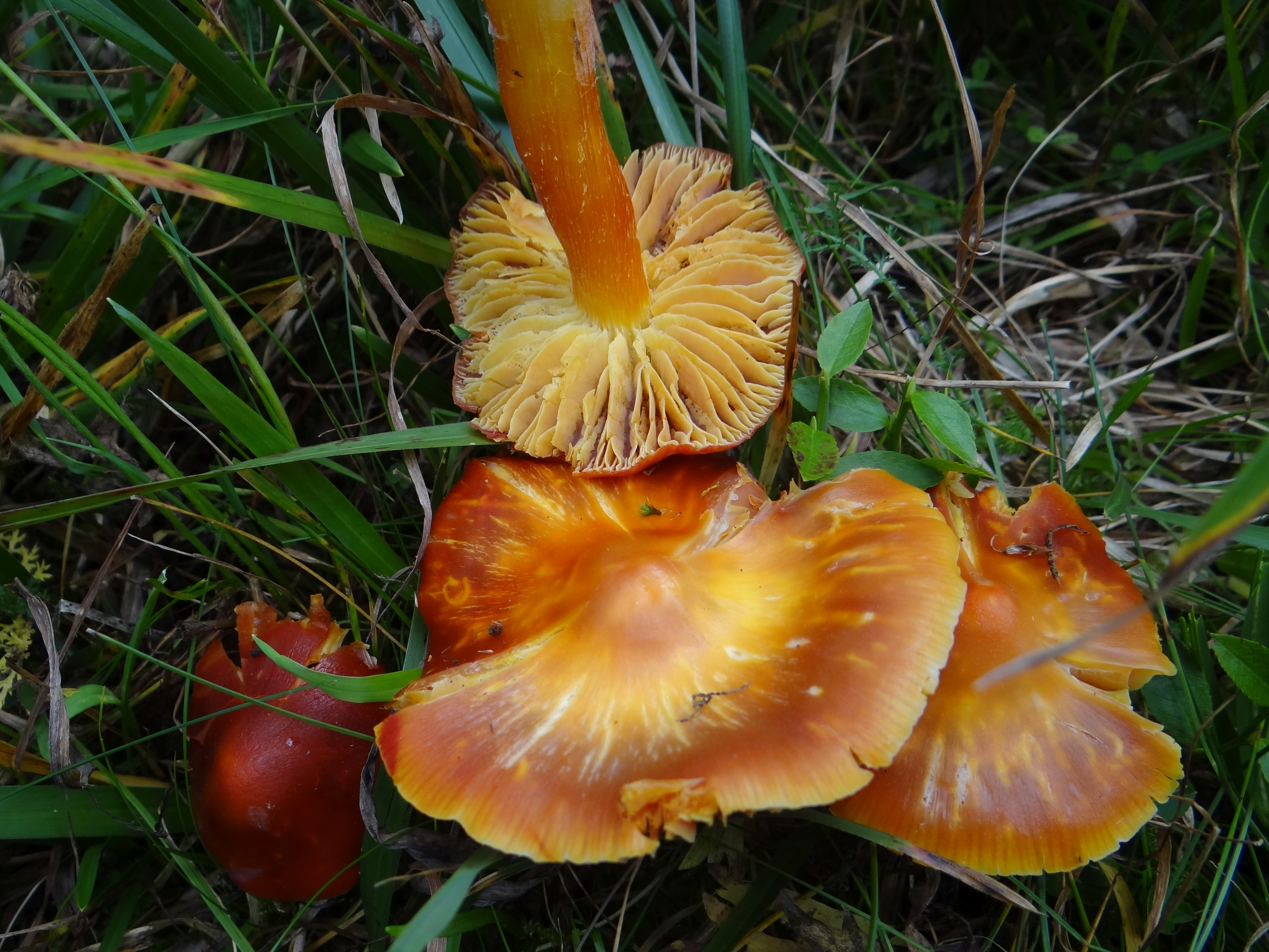

Wilgotnica ozdobna (Hygrocybe aurantiosplendens R. Haller Aar.) – gatunek grzybów z rodziny wodnichowatych (Hygrophoraceae).

## Systematyka i nazewnictwo
Pozycja w klasyfikacji według Index Fungorum: Hygrocybe, Hygrophoraceae, Agaricales, Agaricomycetidae, Agaricomycetes, Agaricomycotina, Basidiomycota, Fungi.
Synonimy naukowe:
- Godfrinia aurantiosplendens (R. Haller Aar.) Herink 1958
- Hygrocybe aurantiosplendens R. Haller Aar. 1954 f. aurantiosplendens
- Hygrocybe aurantiosplendens f. luteosplendens Bon 1979
- Hygrophorus aurantiosplendens (R. Haller Aar.) P.D. Orton 1960

Nazwę polską podała Barbara Gumińska w 1997 r..

## Morfologia
Kapelusz
Średnica od 2 do 8 cm. Kształt początkowo kulistosklepiony, później szeroko rozpostarty z dzwonkowatym lub wypukłym szczytem, nigdy jednak nie jest on ostro zakończony. Powierzchnia gładka, błyszcząca, lepka. Brzeg nieznacznie prążkowany, ale tylko u wilgotnych okazów. Młode okazy mają szkarłatnoczerwoną barwę, szybko jednak blakną i stają się pomarańczowożółte lub złocistożółte, a w niektórych miejscach ochrowożółte.
Blaszki
Szerokie, dość gęste, średniogrube, wolne lub wąsko przyrośnięte. Mają różną długość, nierówne brzegi, u starszych okazów czasami przy trzonie zrastają się zmarszczkami. Barwa cytrynowo- lub złotożółta, na brzegu jaśniejsza.
Trzon
Wysokość 3–9 cm, grubość 0,6–1,5 cm, kształt cylindryczny, czasami spłaszczony i nieregularnie powyginany. Wewnątrz pusty. Jest dość głęboko wrośnięty w podłoże. Powierzchnia u młodych okazów wilgotna, ale nie lepka, u starszych sucha. Barwa od cytrynowożółtej do ochrowożółtej, czasami z pomarańczowym odcieniem. U podstawy białawy. Początkowo jest nagi, z wiekiem staje się włókienkowaty.
Miąższ
Miąższ – cytrynowożółty, tylko pod skórką kapelusza czerwonopomarańczowy, kruchy, cienki. Nie zmienia barwy po uciśnięciu. Smak i zapach łagodny.
Cechy mikroskopowe
Wysyp zarodników biały. Zarodniki nieamyloidalne, gładkie, elipsoidalne, niektóre lekko przewężone w połowie. Mają rozmiar 8–10 × 6–7 μm. W KOH są bezbarwne. Podstawki 4-zarodnikowe, o długości do około 60 μm. W hymenium brak cystyd, Trama równoległa lub niemal równoległa.

## Występowanie i siedlisko
Wilgotnica ozdobna notowana jest w wielu krajach Europy i w dwóch tylko miejscach w USA. W polskim piśmiennictwie naukowym do 2003 r. podano jej występowanie tylko na 3 stanowiskach w Tatrzańskim i Pienińskim Parku Narodowym. Znajduje się na Czerwonej liście roślin i grzybów Polski. Ma status E– gatunek wymierający. Znajduje się na listach gatunków zagrożonych także w wielu krajach Europy.
Od 2014 r. w Polsce jest objęta ochroną częściową grzybów, wcześniej podlegała ochronie ścisłej.
Rośnie wśród traw i mchów. W górach Polski sięga do wysokości 1800 m n.p.m.

## Gatunki podobne
W Polsce występuje wiele gatunków wilgotnic o czerwonej barwie. Najbardziej podobna jest wilgotnica ostrostożkowata (Hygrocybe acutoconica). Odróżnia się stożkowym i zdecydowanie bardziej suchym kapeluszem oraz większymi zarodnikami (ich długość z reguły przekracza 10 μm). Podobna jest także wilgotnica czerniejąca (Hygrocybe conica), ale jej miąższ czernieje po uszkodzeniu.